# Pasiegos
I pasiegos sono un gruppo etnico della Spagna settentrionale, che vive nella comarca del Pas (da cui il loro nome), nella comunità della Cantabria, e, più in particolare, nella valle di Miera, valle del Pas e nella valle di Pisueña.

## Etimologia
Il termine pas, da cui pasiego, deriva dal latino passus, che significa "passo (di montagna").

## Storia
Non vi sono certezze sulle origini dei pasiegos: si è ipotizzata un'origine berbera, un'origine ebraica, oppure un'origine visigota, oppure si pensa possano essere i discendenti diretti del popolo cantabrico. Si hanno comunque notizie su insediamenti in zona sin dal 1100 circa.
A partire dal 1865, i pasiegos furono inclusi tra i cosiddetti "popoli maledetti" della Spagna.

## Architettura
Elemento tipico dell'architettura di questo popolo è la capanna pasiega, costruita con lastre in pietra di arenaria.

## Cultura
Elemento caratteristico della cultura pasiega è palancu o "salto pasiego",  una pratica sportiva, derivata dall'utilizzo di un lungo bastone che in origine veniva utilizzato per attraversare fiumi e torrenti.

## Genetica
I Pasiegos della Cantabria sono insolitamente diversi geneticamente dagli altri Spagnoli. Il loro aplogruppo Y-DNA predominante è infatti l'E1b1b, in particolare la subclade E-M81 (molto diffusa tra i Berberi del Maghreb) che tra i Pasiegos raggiunge percentuali del 41.1%.
Nel resto della Spagna invece l'aplogruppo predominante è l'R1b dove ha una media di oltre il 60%.

## Religione

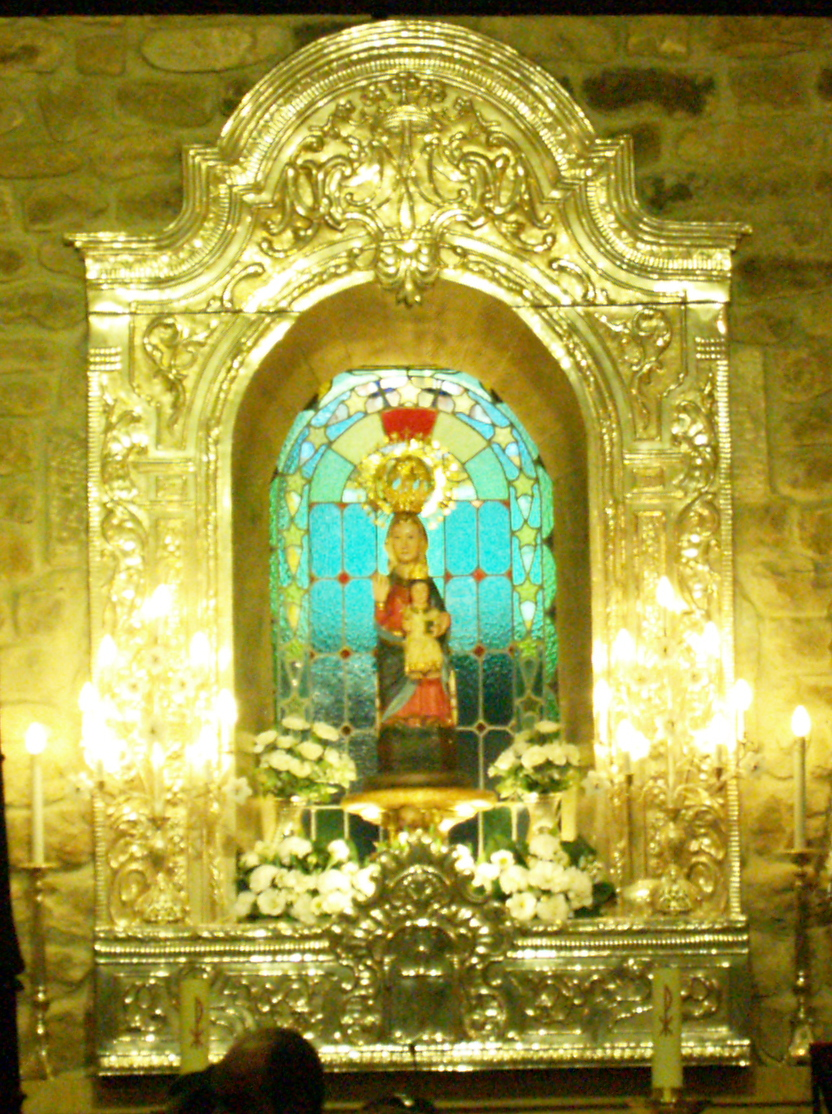
Vergine di Valvanuz.

Patrono dei pasiegos è la Vergine di Valvanuz, che si celebra il 15 agosto.